# Національний музей Бразилії
Національний музей Бразилії (порт. Museu Nacional) — є найстарішим науковим закладом Бразилії та одним з найбільших музеїв природної історії та антропології в Америках. Розташований в парку Кінта-да-Боа-Віста у місті Ріо-де-Жанейро (Бразилія).
Музей міститься в палаці Святого Крістофера (Paço de São Cristóvão), що служив резиденцією Португальської королівської сім'ї між 1808 і 1821 роками, був домом бразильської імператорської сім'ї між 1822 і 1889 роками, а також був місцем проведення Установчих зборів Республіки від 1889 до 1891 року, перш ніж був обраний домівкою музею в 1892 році. Будівля була включена до списку бразильської національної спадщини з 1938 року.
2 вересня 2018 року велика пожежа знищила вщент як будівлю музею, так і майже всю колекцію, що налічувала до 20 млн експонатів.

## Історія
Національний музей був заснований королем Португалії Жуаном VI (1769—1826) у 1818 році під назвою Королівський музей в рамках ініціативи для стимулювання наукових досліджень в Бразилії, яка до того часу була величезною і дикою колонією, практично не вивченою наукою. Початково музей збирав зразки представників флори і фауни Бразилії, особливо птахів, через це стара будівля музею, розташована в центрі Ріо-де-Жанейро отримала назву «будинок птахів».
Після одруження сина Жуана VI і першого бразильського імператора Педру I (1798—1834) на принцесі Леопольдині Австрійській, музей став залучати до себе видатних європейських натуралістів XIX століття, таких як Максиміліан Від-Нойвід (1782—1867), Йоган Баптист фон Спікс (1781—1826) і Карл Фрідріх Філіп фон Марціус (1794—1868). Інші європейські вчені, які досліджували Бразилію, такі як Огюстен Сент-Ілер (1799—1853) і Григорій Лангсдорф (1774—1891) також поповнювали колекції музею.
У XIX столітті Національний музей став орієнтуватися на вивчення антропології, палеонтології і археології. Педру II, який був пристрасним шанувальником усіляких наукових дисциплін, поповнив музей колекціями мистецтва Стародавнього Єгипту, ботанічними зразками та іншими предметами, зібраними ним під час закордонних поїздок. Таким чином Національний музей став одним з передових для того часу і найважливішим музеєм природничої історії та гуманітарних наук у Південній Америці.
Педру II усвідомлював проблему нестачі справжніх вчених і натуралістів в Бразилії. Він почав вирішувати цю проблему запрошуючи вчених працювати в музеї. Першим таким запрошеним вченим став Людвіг Рідель (1761—1861), німецький ботанік, який брав участь у відомій експедиції Лангсдорфа в Мату-Гросу з 1826 по 1828 рік. Іншими вченими стали — німецький хімік Теодор Пекольт та американський геолог і палеонтолог Чарльз Фредерік Харт (1840—1878). У наступні роки музей поступово набував популярності серед наукових кіл, привертаючи тим самим до роботи в ньому вчених, таких як Фріц Мюллер (1821—1897), Герман фон Ієрінга (1850—1930), Карл Август Вільгельм Швака (1848—1894), Орвілл Адальберт Дербі (1851—1915), Еміль Гельді (1859—1917), Луїс Кути (1854—1884).
Імператор Петро II залишався досить популярною фігурою, навіть після свого повалення в результаті військового перевороту в 1889 році, тому республіканці намагалися стерти символи імперії. Одним з цих символів був палац Сан-Крістован, офіційна резиденція імператорів Бразилії в парку Кінта-да-Боа-Віста, що став після повалення монархії вільним; тому, в 1892 році, Національний музей, з усіма його колекціями, цінними предметами і науковими співробітниками, був переведений в цей палац, де і залишається до сьогоднішнього дня.
У 1946 році, керівництво музею увійшло до складу Університету Бразилії, зараз це Федеральний університет Ріо-де-Жанейро. Дослідники і їх кабінети і лабораторії займають значну частину палацу та інших будівель, побудованих в ботанічних садах (Horto Florestal), в парку Кінта-да-Боа-Віста. Там же знаходиться одна з найбільших наукових бібліотек Ріо-де-Жанейро. В даний час Національний музей пропонує випускні курси в наступних областях: антропології та соціології, ботаніки, геології та палеонтології, зоології.

## Пожежа 2 вересня 2018 року

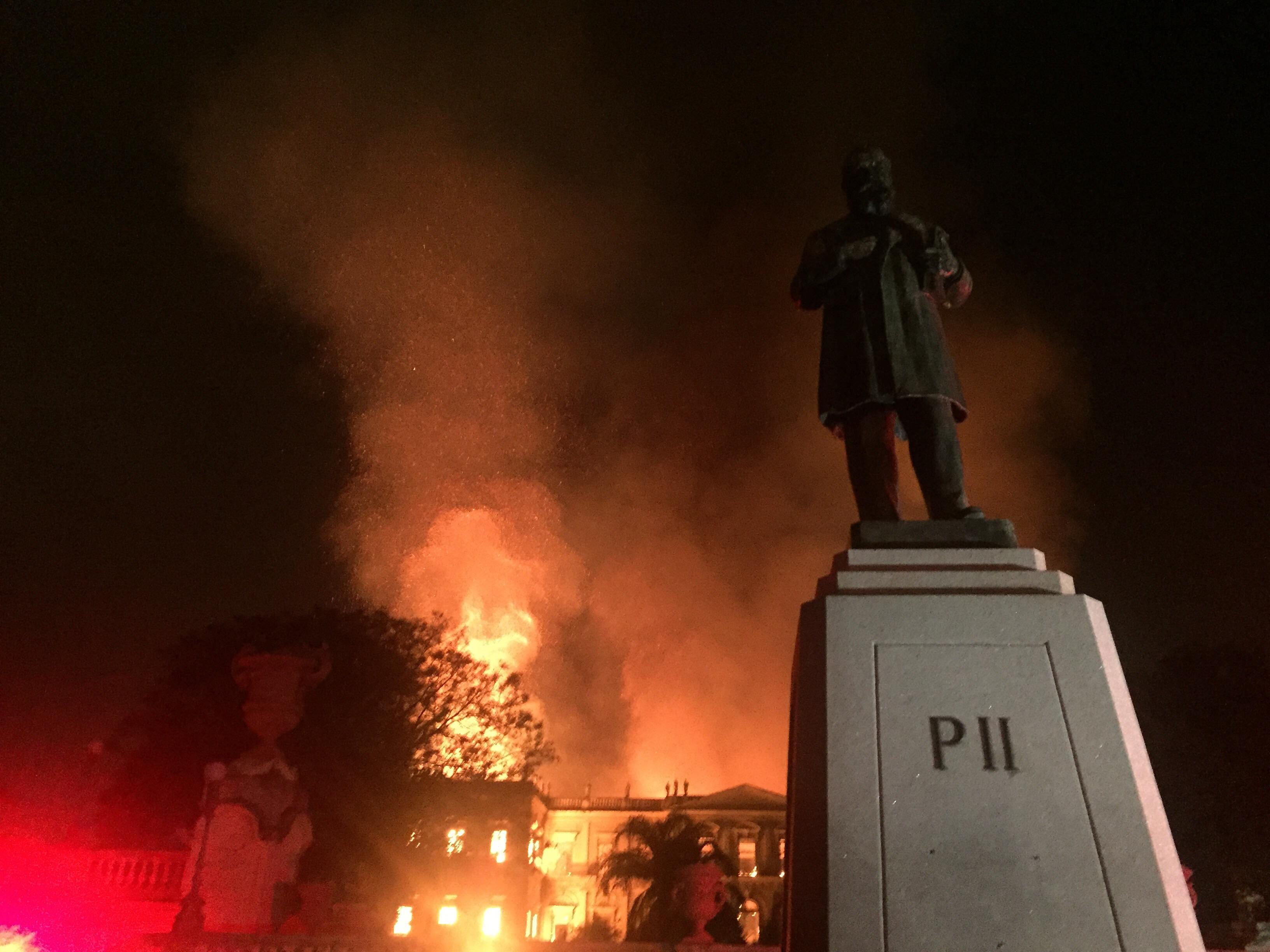
Будівля музею у вогні, 2 вересня 2018 року

2 вересня 2018 року в музеї сталася велика пожежа, яка охопила всі три поверхи будівлі. Вогонь стрімко знищив практично всю колекцію, що налічувала до 20 млн експонатів. Президент Бразилії Мішел Темер про наслідки трагедії зазначив у Twitter: «Втрачені 200 років роботи, досліджень та знань».
Відповідно до заяв влади, причиною пожежі стала недбалість. Співробітники музею раніше неодноразово скаржилися на скорочення фінансування. У червні 2018 року музей відзначив своє 200-річчя.

### Реконструкція
12 вересня 2018 року проголошено про план по захисту руїн музею, що передбачає:

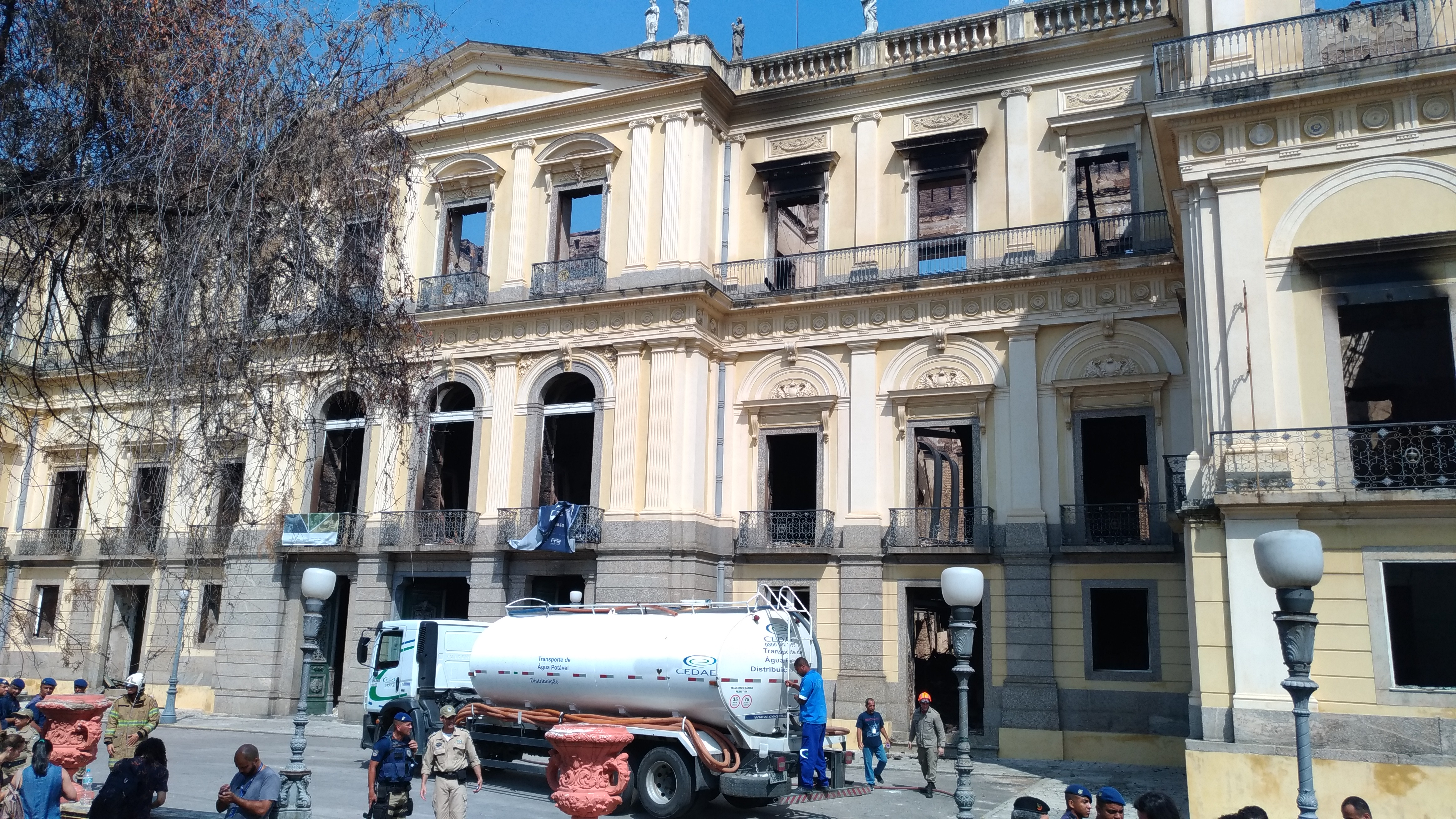
Фасад музею після пожежі

- Фасад музею після пожежізведення дерев'яної конструкції навколо музею для його захисту,
- зміцнення будівлі від загрози зсуву,
- широкий навіс для захисту від дощу,
- Модульні будівлі на прилеглій території, які будуть служити тимчасовими лабораторіями,
- Витрати в 10 мільйонів бразильських реалів.

## Колекція
90 % колекції музею знищено у вогні. Пожежники і співробітники музею витягували з попелу залишки предметів, котрі збереглись. Пережила виверження Везувію фреска з Помпеїв не вцілів у вересневому пожежі. Також втрачено велику колекцію, присвячену мовам Бразилії, включаючи записані в 1958 році пісні на зниклих мовах, а також архів Курта Німуендажу, етнографічні та археологічні записи про всі етноси Бразилії з XVI століття. Адміністрація музею заявила, що колекція не була застрахована.
Музей володів однією з найбільших колекцій в Північній і Південній Америках, що складається з тварин, комах, мінералів, індіанської посуду, єгипетських і південноамериканських мумій і старожитностей, археологічних артефактів, метеоритів, скам'янілостей і багатьох інших експонатів. Серед них були представлені давньоєгипетські фрагменти рельєфних зображень, маски, статуетки божеств з бронзи, каменю і дерева, коробки для каноп, алебастрові чаші, похоронні конуси, прикраси, амулети та інше.

Серед експонатів, які пережили пожежу: залізний метеорит Bendegó, кілька портретів з верхніх поверхів, частина зоологічної колекції, бібліотека і трохи кераміки. Співробітники зоологічного відділу встигли винести молюсків і зразки морських мешканців поки вогонь не охопив весь відділ. Полум'я не перекинулося на прибудову з хребетними тваринами, але через відключення електрики і ці експонати можуть сильно постраждати. В ході рятувальних робіт було знайдено неушкоджений череп древньої жінки Лузії, останки якої налічують 12 тисяч років і є найдавнішим скелетом людини, коли-небудь знайденим на американському континенті. Череп відправлений в найближчу наукову лабораторію на експертизу. Колекція гербарію, риб і рептилій розташовувалася поза будівлею музею і тому не постраждала.

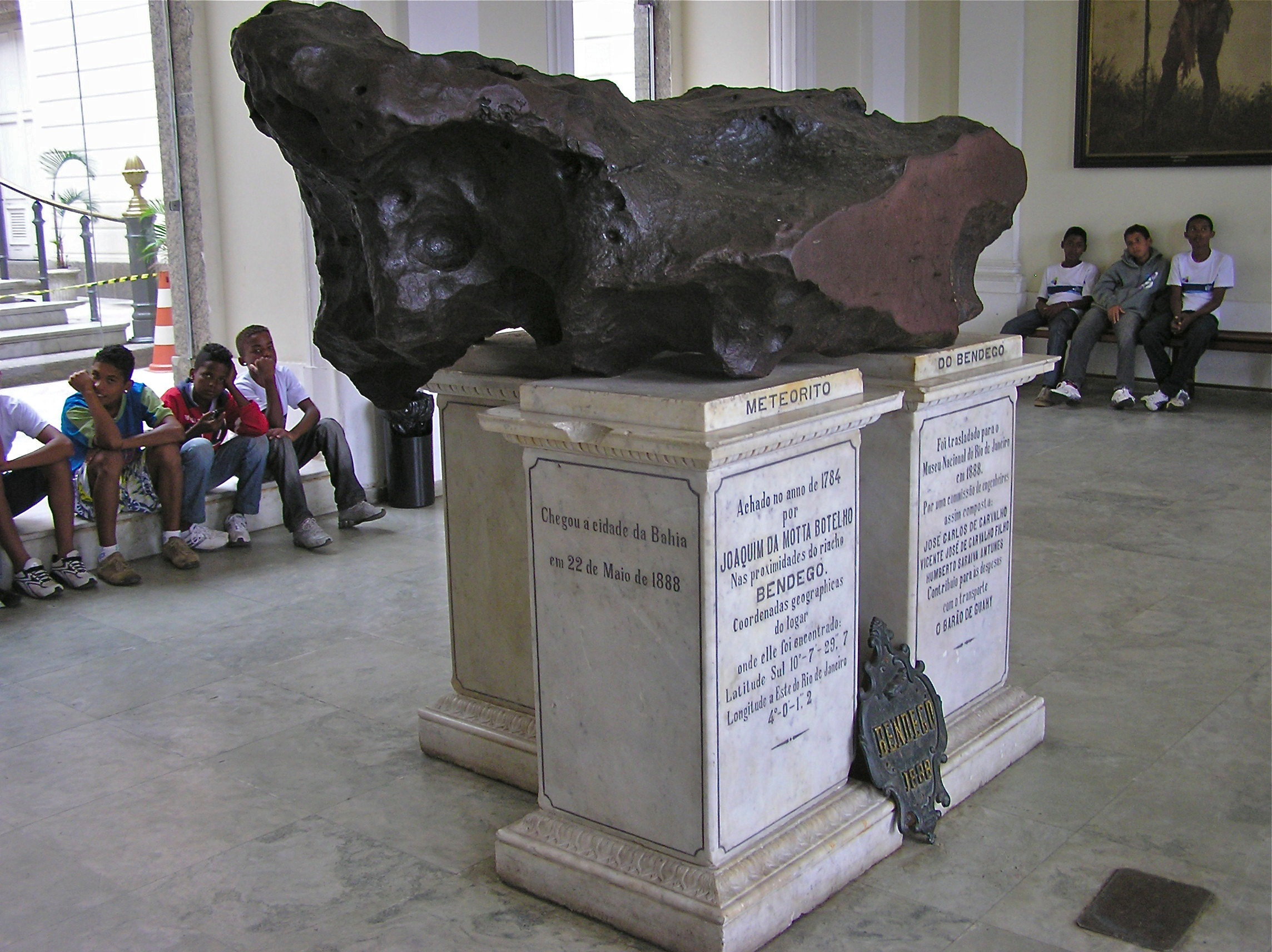
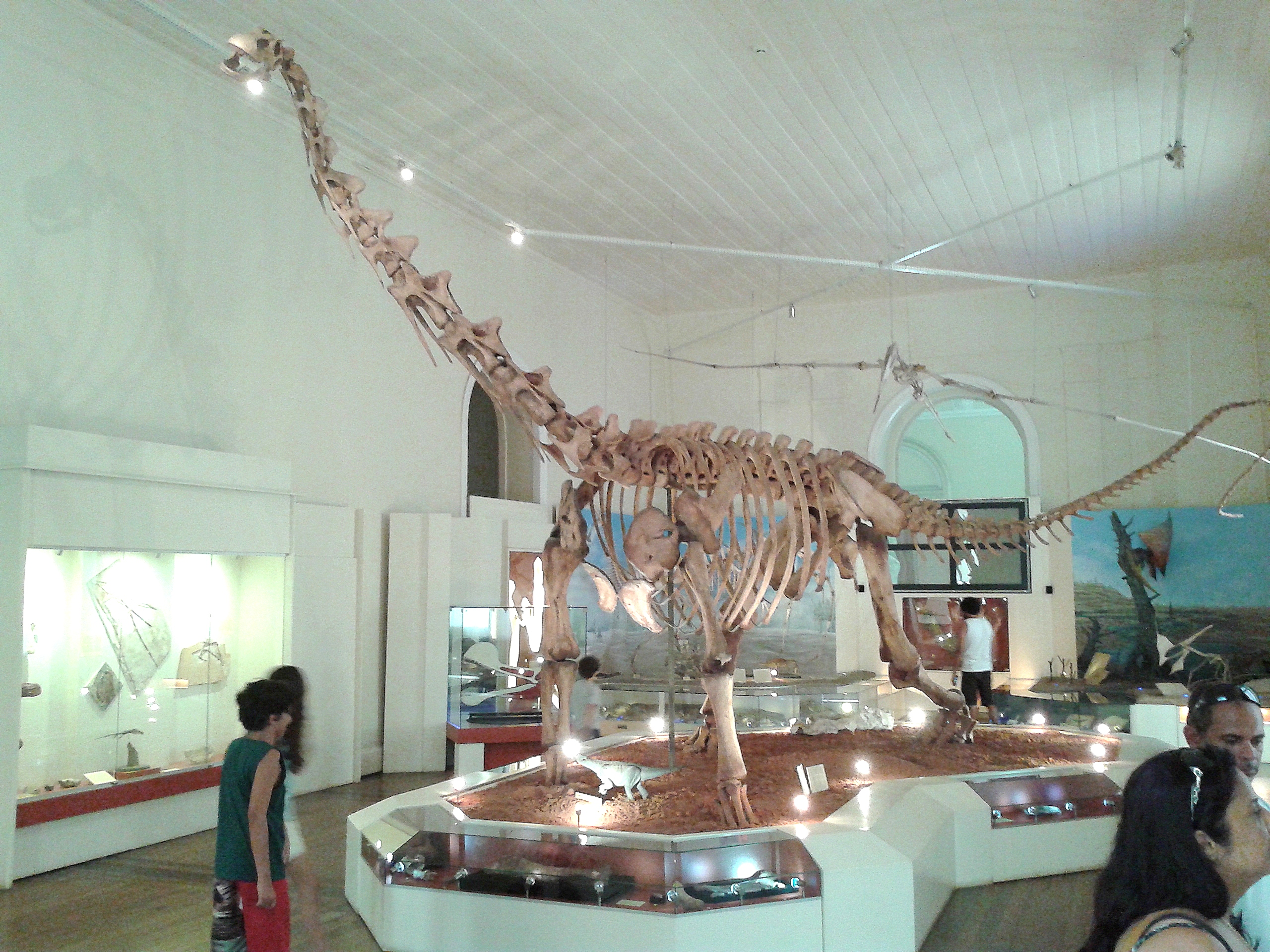
Реконструкція скелету динозавра Maxakalisaurus.
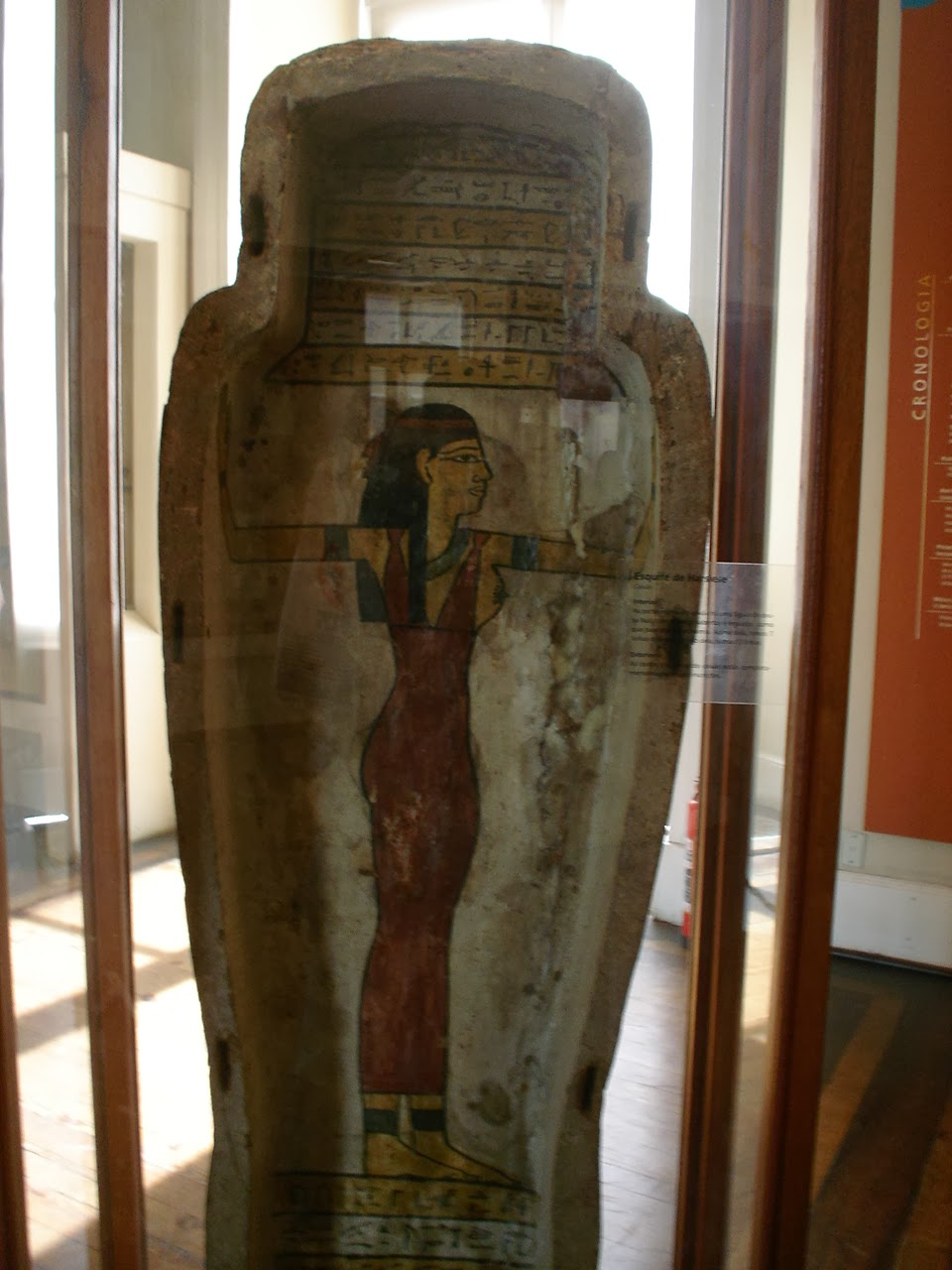
Древньоєгипетський саркофаг зсередини.
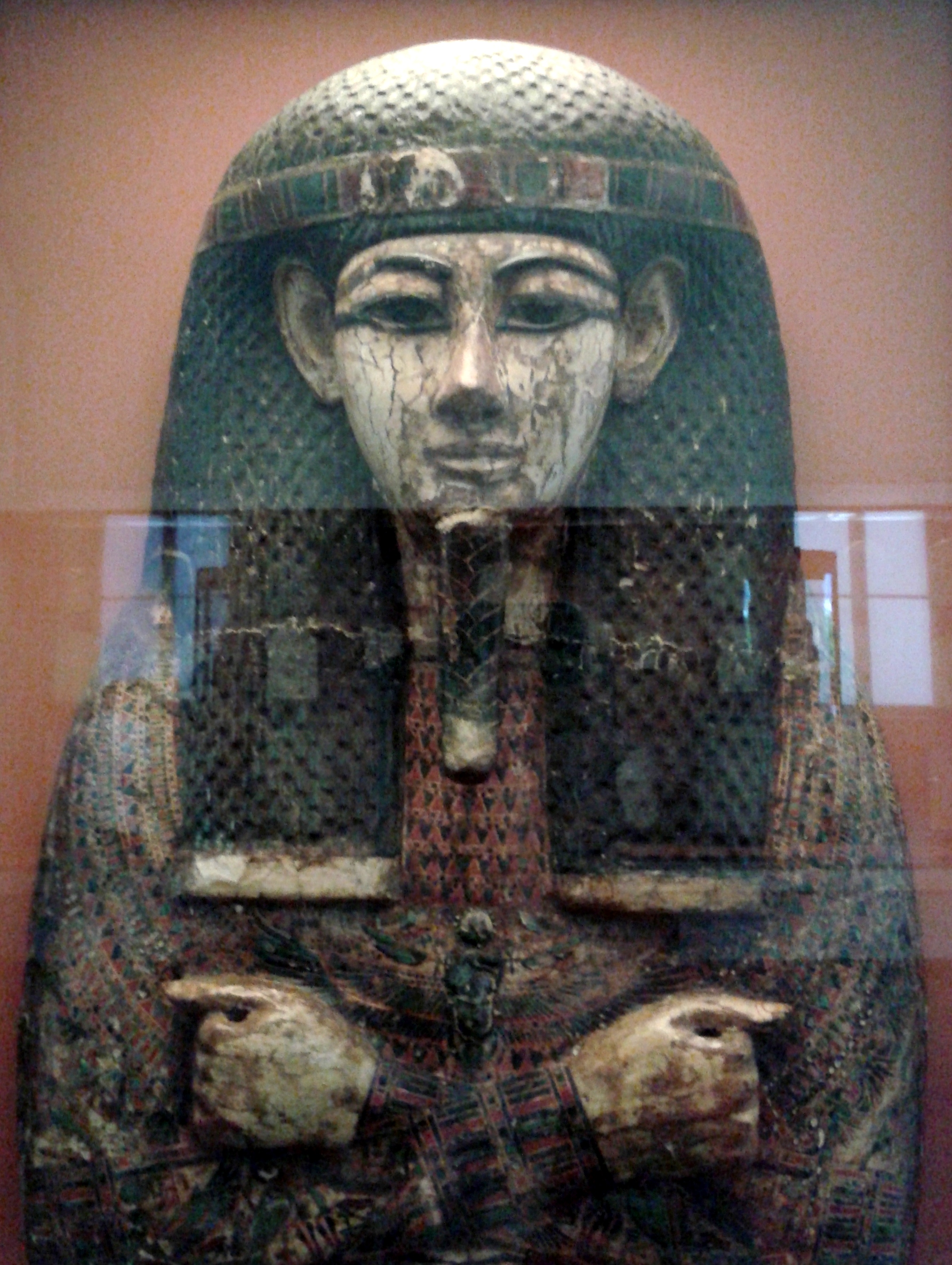
Саркофаг Хорі. Третій перехідний період, XXI династія, приб. 1049–1026 до н.е.
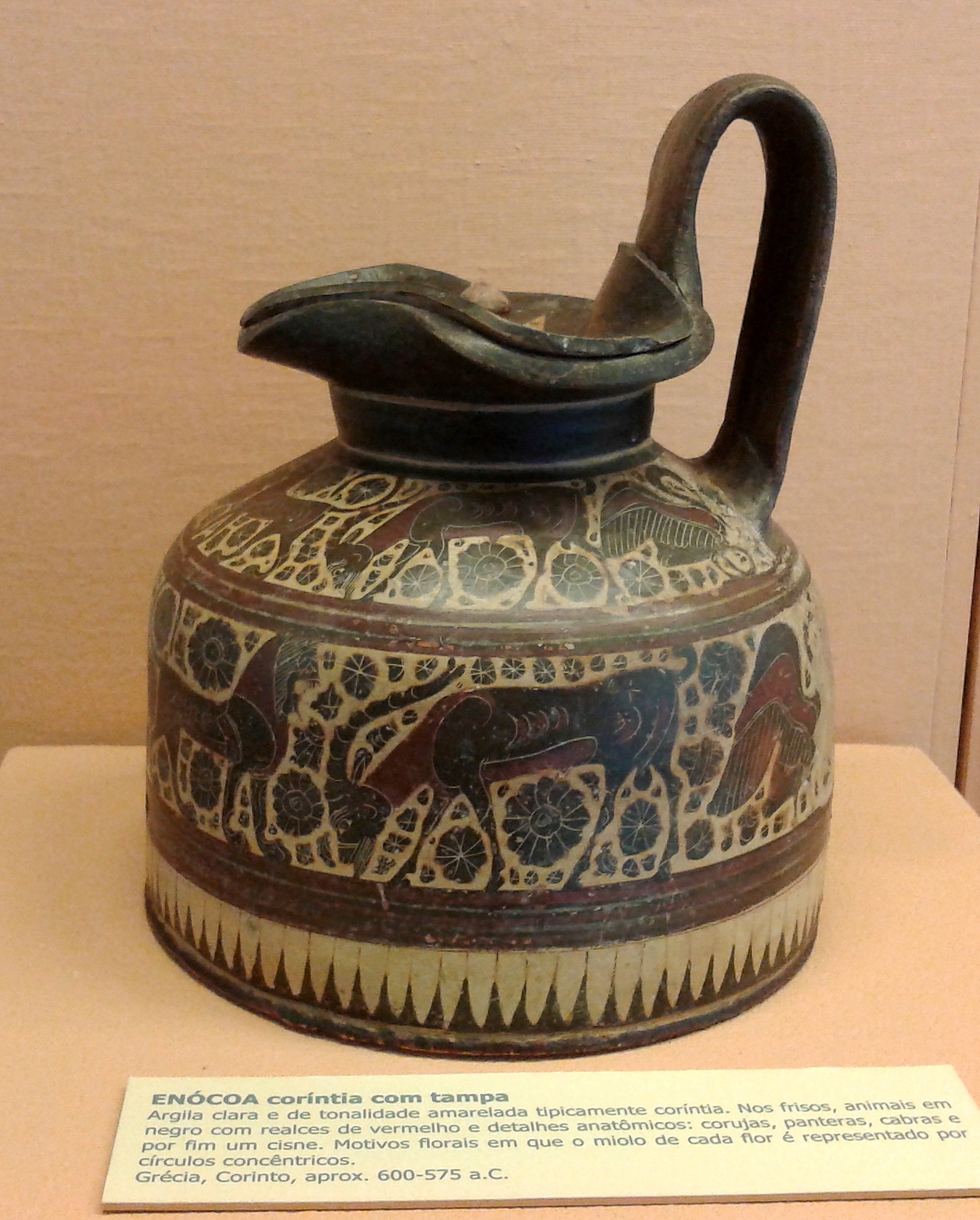
Коринфійска ойнохоя з кришкою. 600-575 роки до н.е.
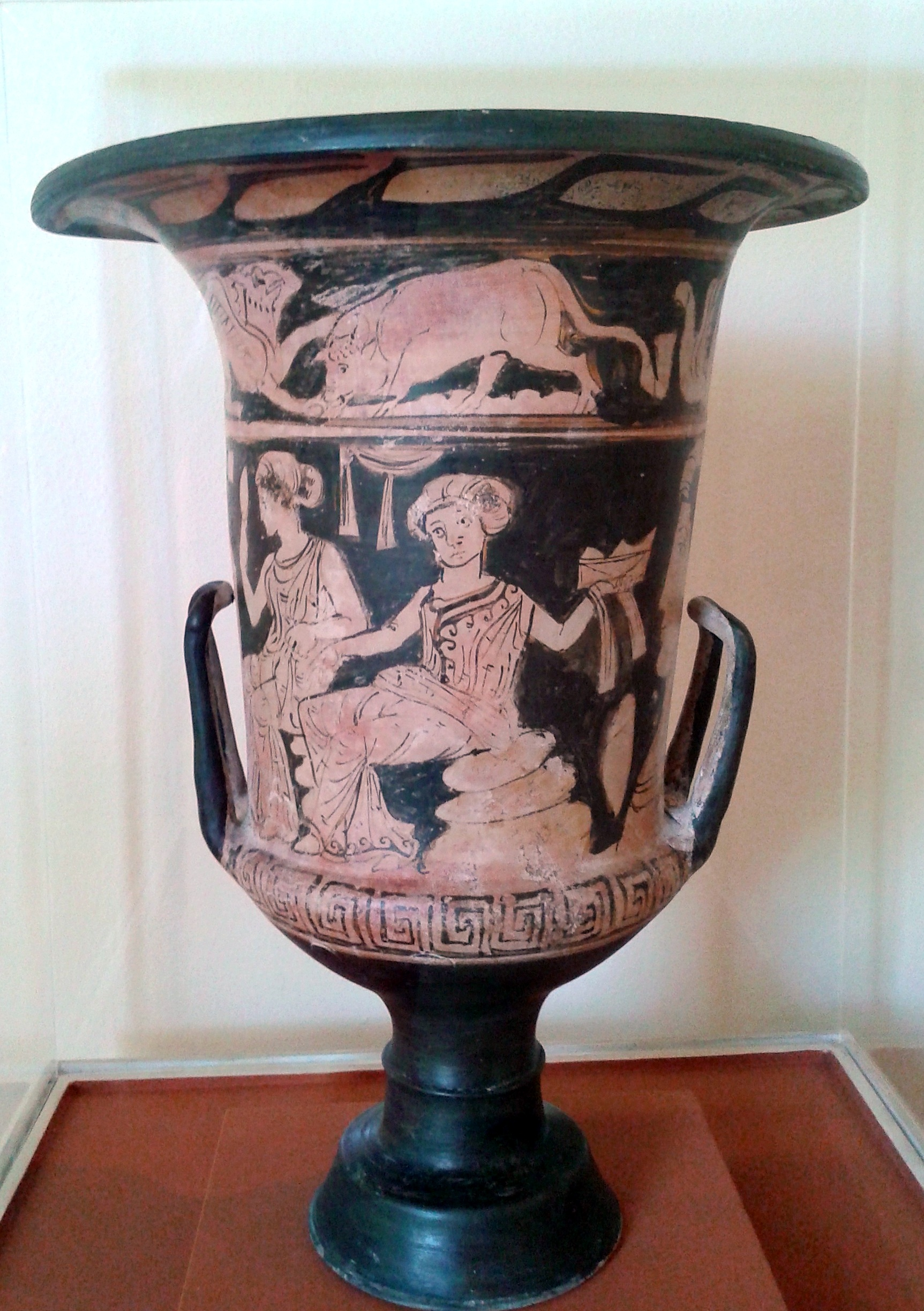
Кампанський кратер, кінець IV століття до н.е.
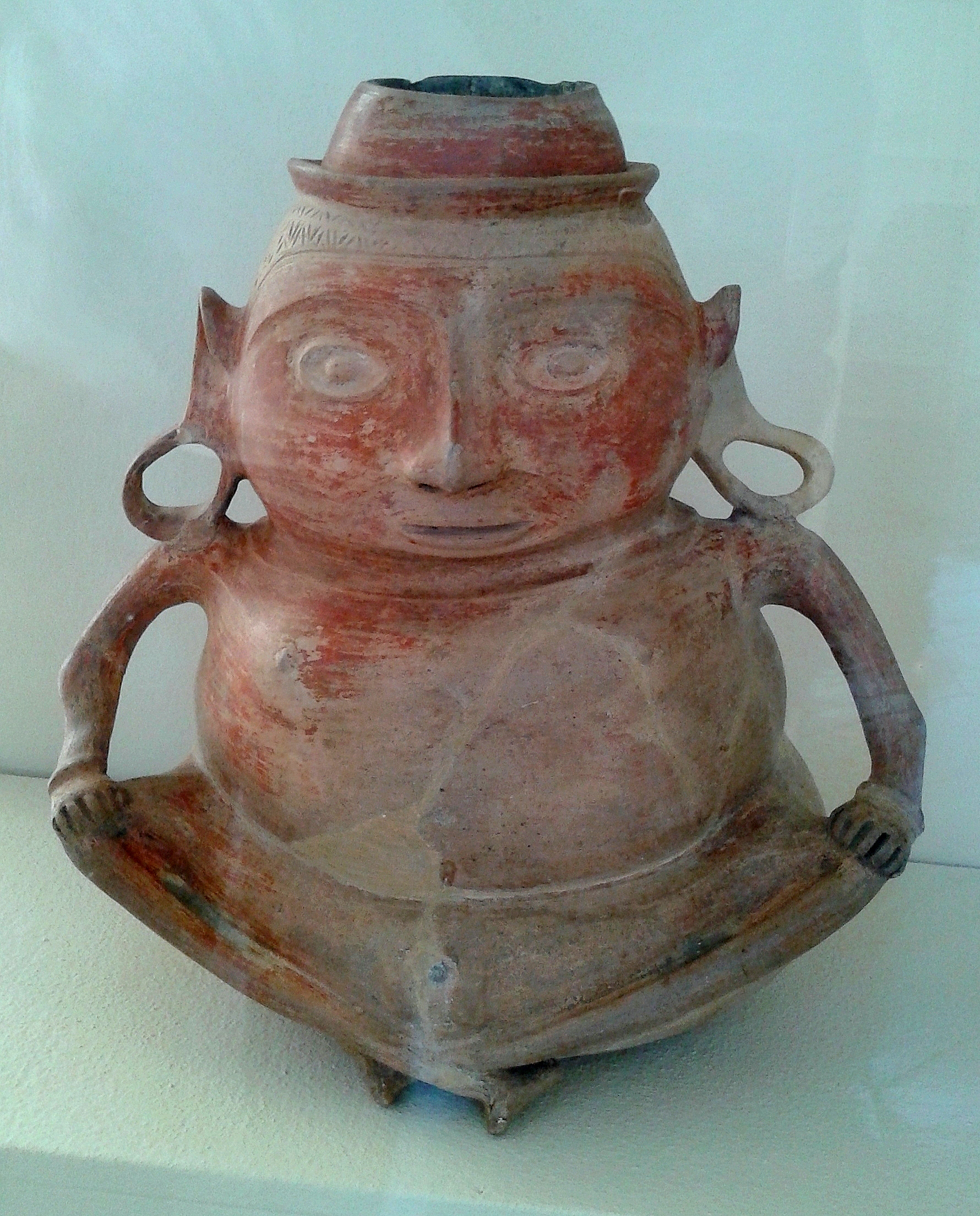
Антропоморфна ваза у вигляді сидячої людини. Культура Сантарем, приб. 1000-1400 роки н.е.
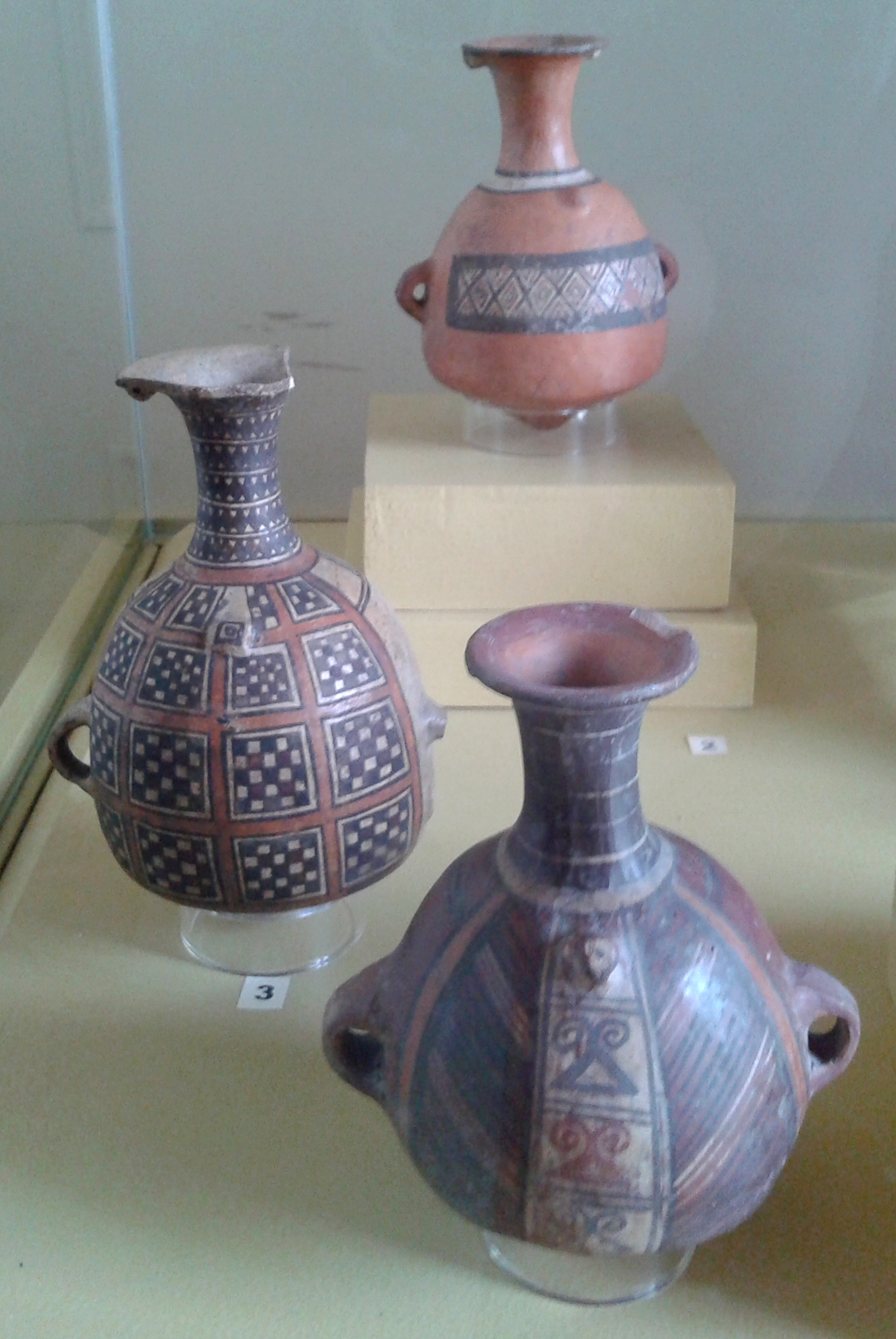
Інкські вази
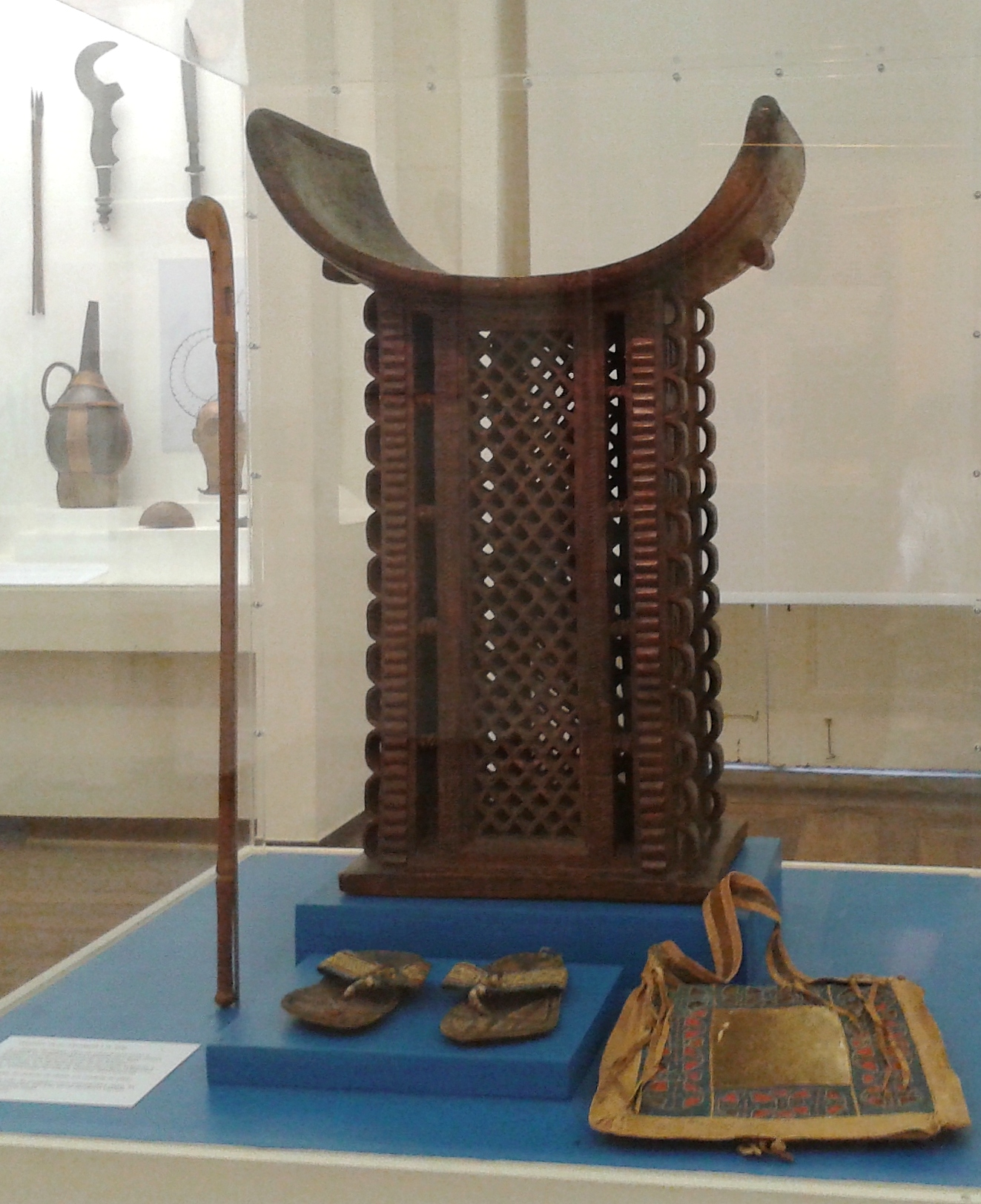
Дагомейський трон (Африка), кінець XVIII - початок XIX століття.
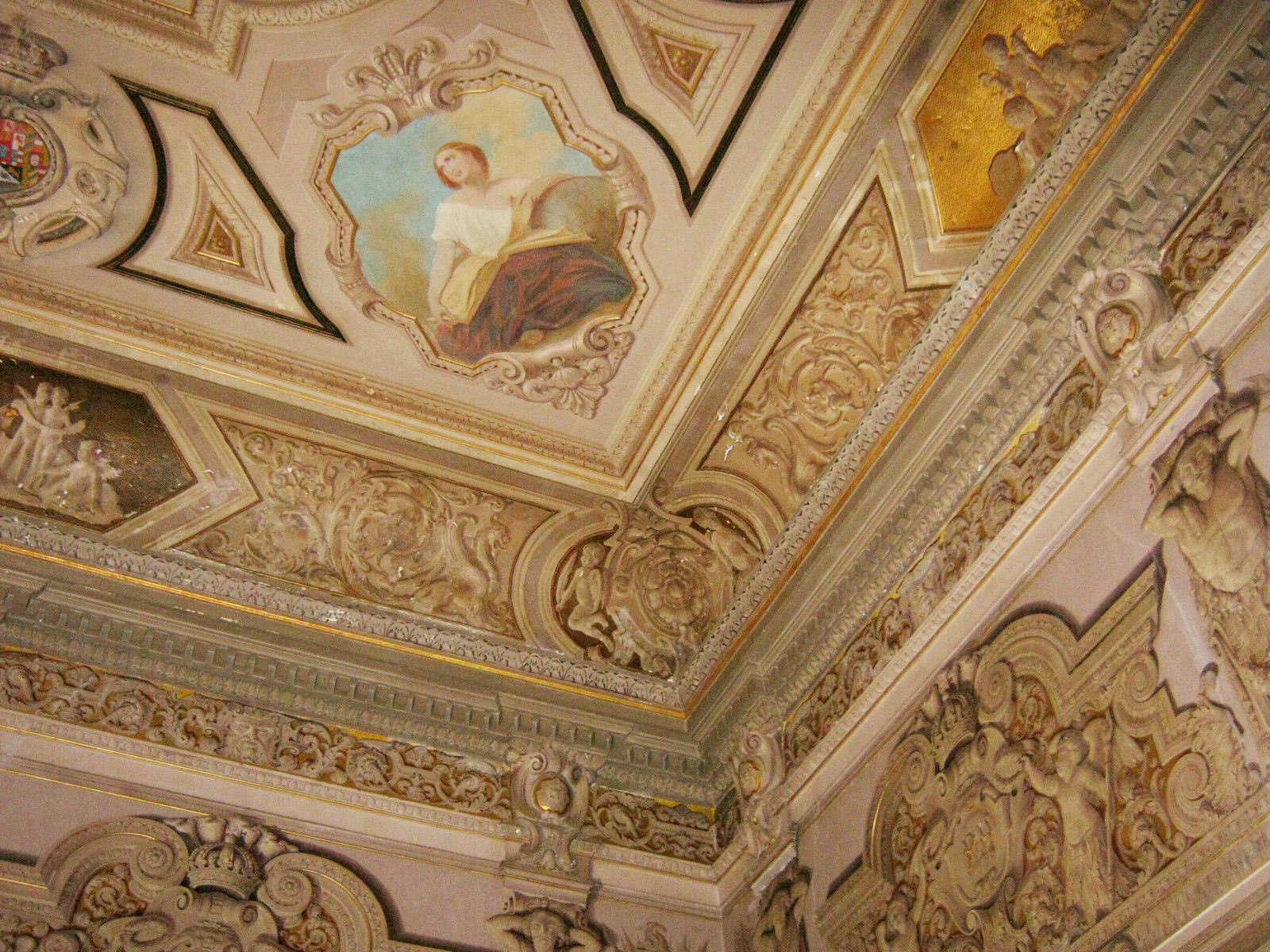
Історичний інтер'єр музею
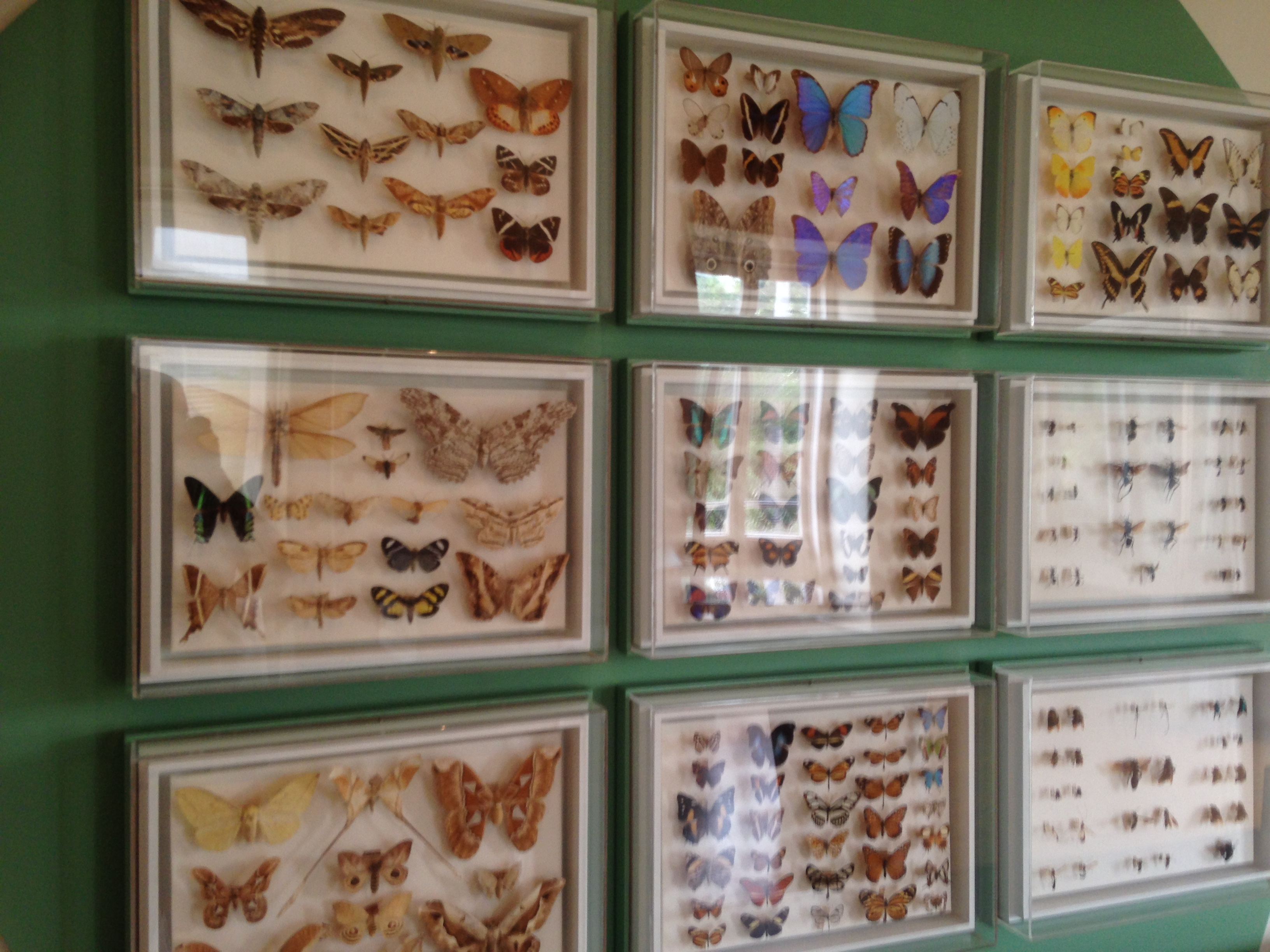
Колекція метеликів